# Сант-Аніол-да-Фінестрас
Сант-Аніоль-де-Фінестре — муніципалітет у регіоні Жирона, Каталонія, Іспанія, у комарці Гарроча.

## Села
- La Barroca, 15
- Sant Esteve de Llémena, 221
- Sant Aniol de Finestres, 55